# Jacques Lafleur
Pour les articles homonymes, voir Lafleur.
Jacques Lafleur, né le 20 novembre 1932 à Nouméa (Nouvelle-Calédonie) et mort le 4 décembre 2010 à Gold Coast (Australie) est un homme politique français.
Député entre 1978 et 2007, président de la Province Sud de Nouvelle-Calédonie de 1989 à 2004 et chef du camp anti-indépendantiste de 1977 à 2004, il domine la vie politique néo-calédonienne pendant plus de 25 ans. Il est l'un des principaux négociateurs et signataires des accords de Matignon (avec Jean-Marie Tjibaou et Michel Rocard) en 1988 et de Nouméa (avec Rock Wamytan et Paul Néaoutyine) en 1998.

## Jeunesse
Issu d'une grande famille néo-calédonienne, il est le deuxième fils de l'industriel et propriétaire de mine Henri Lafleur, qui est le premier sénateur de l'archipel de 1947 à 1955 et de 1959 à 1974 sous les couleurs des Républicains indépendants ainsi que l'une des figures locales de l'opposition à la domination de l'Union calédonienne (UC) de Maurice Lenormand, et de Claudine Spahr. Il suit les cours au lycée Lapérouse de Nouméa puis poursuit ses études en Métropole où il obtient une licence en droit à la faculté de droit de Paris. Il reprend ensuite, avec ses frères, une partie des affaires de son père.

## Famille
Il épouse à Paris, le 22 décembre 1950, Roberte Charon (née en 1932, décédée en 2021), seconde fille de Robert Charon, commerçant originaire du Havre et installé à Tahiti où il a été président de la Ligue de la France Libre de 1942 à 1948, de la section locale de la Ligue des droits de l'Homme (LDH) de 1939 à 1949 et le consul honoraire de Norvège en Polynésie française, ainsi que délégué à l'Assemblée consultative provisoire d'Alger de 1943 à 1944. Jacques et Roberte Lafleur, qui se sont séparés dans les années 1980, ont eu deux enfants, nés à Nouméa :
- Isabelle (née le 17 septembre 1954), chef d'entreprise, divorcée et mère de trois enfants (Coralie, Laurence et Charles),
- Pascal (né le 21 janvier 1961), chef d'entreprise, marié et père de deux enfants (Édouard et Clarisse).

À partir de 1985 et jusqu'à son décès en 2010, il vit maritalement avec Françoise Sagnet-Chaverot, qui s'engage également en politique au sein du RPCR jusqu'en 2006 puis au RPC dont elle est la trésorière depuis lors. Elle fut élue au Congrès, et successivement au conseil de la Région Sud puis à l'assemblée de la Province Sud, de 1985 à 2009.

## Entrée en politique
Il entre en politique le 10 septembre 1972 en étant élu à l'Assemblée territoriale. À l'époque, la vie politique calédonienne est dominée par un parti, l'Union calédonienne de l'ancien député Maurice Lenormand. Mais, depuis le début des années 1970, ce dernier est de plus en plus contesté en raison de sa mainmise autoritaire sur le parti. De nombreux petits partis se créent, parmi eux l'Entente démocratique et sociale (EDS) d'Henri Lafleur (opposant de longue date de l'UC) et de son fils Jacques. Aux élections territoriales de 1972, l'Union calédonienne ne réussit pas à obtenir la majorité absolue mais contrôle toujours le conseil de gouvernement, auquel Jacques Lafleur est élu jusqu'en 1977. Au cours de ce mandat, la défection d'un des alliés politiques de l'Union calédonienne (l'Union multiraciale) entraîne une véritable instabilité politique où aucun parti n'a la majorité et ne peut donc diriger les affaires locales.

## Création du RPCR

### RPC
Dans le même temps, l'indépendantisme trouve de plus en plus d'écoutes. Aux municipales de mars 1977, des indépendantistes font une percée spectaculaire tandis que lors de son congrès de la même année à Bourail, l'Union calédonienne prend officiellement position pour l'indépendance. Face à cela, Jacques Lafleur décide de fédérer tous les partisans du maintien de la Nouvelle-Calédonie dans la France en vue des élections territoriales du 11 septembre 1977. Ainsi, le 17 avril 1977, lors d'un grand congrès à Nouméa dans une ambiance de kermesse « à l'américaine », est créé le Rassemblement pour la Calédonie (RPC) unissant les grandes tendances loyalistes et autonomistes non-indépendantistes et des représentants des grands partis de droite de métropole : des chiraquiens (Dick Ukeiwé, Jacques Lafleur) et des giscardiens (le maire de Nouméa Roger Laroque, le sénateur Lionel Cherrier).

### Premières victoires électorales et RPCR
Ce nouveau parti remporte les élections territoriales avec 16 sièges sur 34, sa majorité est complétée par les deux élus du Mouvement libéral calédonien (MLC), un parti anti-indépendantiste dissident de l'UC en 1971 et dirigé par Jean Lèques. Au conseil de gouvernement, dont les compétences ont été élargies par une loi de 1976, il y a, sur 7 membres, 5 RPC et 2 UC et c'est un membre du Rassemblement, André Caillard, qui devient vice-président de ce conseil.
Mais Jacques Lafleur, lui, ne s'est pas présenté sur la liste RPC aux élections territoriales : il se réserve pour un autre scrutin, les législatives de 1978 où il brigue le siège de député dans un nouveau district électoral tout juste créé, la seconde circonscription dite « circonscription ouest », tandis que Dick Ukeiwé se présente contre Rock Pidjot dans la première. Le 12 mars 1978, dès le premier tour et face à cinq autres candidats, il est élu pour la première fois à l'Assemblée nationale avec 55,2 % des suffrages exprimés tandis que Dick Ukeiwé réussit à mettre en ballotage Rock Pidjot avant d'être assez sévèrement battu au second tour par 40,6 % des voix contre 59,4 % au député sortant. Jacques Lafleur est par la suite réélu à sept reprises au Palais Bourbon où il siège jusqu'en 2007, dont six fois au premier tour.
À l'Assemblée nationale, Jacques Lafleur s'inscrit au groupe du Rassemblement pour la République (RPR) et transforme dès le 21 juillet 1978 son RPC en Rassemblement pour la Calédonie dans la République (RPCR) en l'affiliant au parti de Jacques Chirac qui est présent pour la circonstance, provoquant le départ des fidèles de Valéry Giscard d'Estaing dont le sénateur Lionel Cherrier. Cela provoque une division de la droite néo-calédonienne (création d'une section locale de l'UDF et d'un parti autonomiste modéré, la Fédération pour une nouvelle société calédonienne, ou FNSC, du maire de Bourail Jean-Pierre Aïfa) et, le 14 novembre 1978, lors du renouvellement du conseil de gouvernement, le RPCR n'obtient que 3 élus, à égalité avec l'Union calédonienne qui s'associe avec un élu du Parti socialiste calédonien (PSC) pour faire accéder Maurice Lenormand à la tête de l'exécutif. Après une loi en 1979 augmentant le nombre d'élus à l'Assemblée territoriale et créant un conseil de gouvernement formé non plus à la proportionnelle des groupes politiques mais par la liste ayant obtenu le plus de voix de conseillers territoriaux, les élections du 1er juillet 1979 voient une nouvelle fois la victoire du RPCR avec 40,2 % des suffrages exprimés sur l'ensemble du Territoire (et notamment 50,1 % dans la circonscription Sud, à savoir le Grand Nouméa sans Païta et avec l'Île des Pins et Yaté) et 15 sièges sur 36. Jacques Lafleur est élu comme tête de liste dans le Sud, mais il démissionne trois jours plus tard pour ne pas avoir à cumuler de mandats.

## Arrivée au pouvoir de la gauche en France
Le RPCR obtient en 1979 le contrôle du conseil de gouvernement, sous la vice-présidence de Dick Ukeiwé, en s'alliant à la FNSC, et Jacques Lafleur est réélu député au premier tour avec 54,3 % des suffrages et face à huit adversaires en 1981. Mais la gauche arrive au pouvoir au même moment sur le plan national (François Mitterrand est élu président de la République en mai et le PS, allié au MRG et au PCF, remporte les législatives de juin). Le nouveau gouvernement, à travers son secrétaire d'État à l'Outre-mer, Henri Emmanuelli, et le nouveau Haut-commissaire, par ailleurs député socialiste, Christian Nucci se rapprochent des indépendantistes et tiennent à affaiblir la droite locale (en sachant qu'en Nouvelle-Calédonie, Mitterrand n'a obtenu que 35 % des voix contre 65 % à Valéry Giscard d'Estaing). De plus, des tensions commencent à apparaître avec l'assassinat du secrétaire général de l'Union calédonienne Pierre Declercq le 19 septembre 1981. C'est dans ce contexte que la FNSC, de plus en plus en désaccord avec le RPCR notamment sur les réformes foncières et fiscales, choisit de changer de camp et de s'allier au Front indépendantiste en juin 1982, permettant l'arrivée à la tête du conseil de gouvernement de Jean-Marie Tjibaou. Pour protester contre ce renversement de situation, les loyalistes descendent dans la rue et investissent l'Assemblée territoriale avant d'être repoussés par la police. Pour rétablir l'ordre et montrer au gouvernement de Paris qu'il a le soutien de la population calédonienne, Jacques Lafleur démissionne le 6 juillet 1982 de son mandat de parlementaire et se représente à sa propre succession lors de l'élection législative partielle du 5 septembre qui se transforme en véritable plébiscite en sa faveur. En effet, l'électorat de la FNSC, mécontente de la nouvelle alliance de leur parti, se reporte en masse sur le député sortant qui est réélu avec 91,4 % des voix.
Mais bientôt, tout s'accélère pour mener aux « Événements » : en juillet 1983, à Nainville-les-Roches, le nouveau ministre de l'Outre-Mer, Georges Lemoine, réunit les chefs des deux camps pour négocier un nouveau statut. Les indépendantistes croient alors obtenir que seuls les Kanak, soit environ 60 000 habitants sur les 127 000 que comptait alors la Nouvelle-Calédonie, voteraient lors du référendum d'autodétermination prévu pour 1989. Jacques Lafleur s'insurge contre cette promesse, refuse de signer la déclaration finale de la rencontre par laquelle « nous (les Calédoniens d'origine européenne) serions "acceptés" nous, Calédoniens, parce que victimes de l'histoire » et s'en prend au « statut évolutif et de transition » proposé par le gouvernement Mauroy en exprimant à la tribune de l'Assemblée nationale ses craintes que ce régime cache une indépendance déguisée : « Transition, peut-être, vers un nouveau système électoral baptisé démocratique, où la minorité devient majorité par un savant découpage géographique et la manipulation politique ».
D'un autre côte, Jean-Marie Tjibaou et les indépendantistes souhaitent que cette limitation du corps électoral soit acquise, et de préférence avant les prochaines échéances électorales de 1984 où le RPCR était pressenti pour obtenir une importante victoire. Le 24 septembre 1984, le dirigeant nationaliste kanak réunit tous les indépendantistes derrière lui au sein du Front de libération national kanak socialiste (FLNKS) et appelle à boycotter les élections territoriales du 18 novembre 1984. Les indépendantistes dressent des barrages à certains endroits pour empêcher d'aller voter tandis qu'Éloi Machoro fait scandale en brisant une urne avec un casse-tête traditionnel kanak. Ce sont là les premiers pas vers les Événements. Mais, avec une forte abstention qui n'atteint pas néanmoins les 50 % (42,5 % des inscrits ne se rendent pas aux urnes), le RPCR remporte une victoire écrasante avec 70,87 % des suffrages exprimés et 34 élus sur les 42 de l'Assemblée territoriale. Dick Ukeiwé, élu sénateur en 1983, devient président du nouveau gouvernement, et Jean Lèques est porté au perchoir de l'assemblée délibérante locale. Jacques Lafleur, qui était une nouvelle fois la tête de liste du parti dans la circonscription Sud (où il a remporté la totalité des 17 sièges à pourvoir), conserve cette fois-ci son mandat de conseiller territorial.

## Événements

### Deux camps face à face
Lorsque la situation s'envenime entre loyalistes et indépendantistes, avec des heurts sanglants en brousse, Jacques Lafleur s'impose bientôt comme le principal rempart contre l'indépendance, utilisant, comme le sénateur Dick Ukeiwé, son mandat parlementaire pour relayer les attentes des anti-indépendantistes néo-calédoniens en Métropole. Il reçoit en ce sens le soutien actif du RPR, et plus généralement de l'ensemble de l'opposition nationale de droite, et de son chef Jacques Chirac. En visite sur le Territoire à la fin du mois de septembre 1985, ce dernier s'oppose au projet d'« indépendance-association » (système « profondément malhonnête et indigne » selon lui), proposé par Edgard Pisani et le gouvernement socialiste, dans un grand meeting « bleu, blanc, rouge » sur la place des Cocotiers à Nouméa, devant 7 000 personnes. Le chef de l'opposition nationale de l'époque se dit toutefois favorable à l'organisation d'un référendum d'autodétermination ouvert à tous les néo-calédoniens, quels que soient leur origine, et répond aux indépendantistes : « Vous êtes chez vous mais nous sommes aussi chez nous car nous avons tous ici notre place dans un destin commun : Mélanésiens, Caldoches venus de la vieille Europe mais aussi Wallisiens, Tahitiens ou Asiatiques. Oui, nous sommes chez nous car nous sommes en France ! ». Charles Pasqua quant à lui conseille les dirigeants du RPCR sur les moyens de défendre et de diffuser auprès de la population locale leur discours, notamment en initiant le parti anti-indépendantiste à l'importance des médias. C'est ainsi que le parti de Jacques Lafleur se dote de deux organes importants : la Radio Rythme Bleu (RRB, à partir d'une station existant depuis 1981 et jusque-là appelée Radio Riposte Bis) le 3 mars 1985, puis l'hebdomadaire Les Nouvelles Hebdo en 1988.
Mais Jacques Lafleur appelle également, de même que Jean-Marie Tjibaou de son côté, à la paix et déclare dès le début des violences espérer un retour à une coexistence pacifique entre les différentes communautés de l'archipel. Mais partout, des milices sont constituées (les Comités de Lutte pour les indépendantistes, des Caldoches de Brousse, notamment autour du maire de Thio et dirigeant local du Front national Roger Galliot, et des milices loyalistes à Nouméa) et, le 27 décembre 1984, Jacques Lafleur déclare que la Nouvelle-Calédonie est en état de « légitime défense » et demande bientôt au gouvernement français de faire dissoudre et interdire le FLNKS.

### Succession des statuts
En attendant, les statuts se multiplient. Celui préparé par le Premier ministre Laurent Fabius et le ministre chargé de la Nouvelle-Calédonie Edgard Pisani en 1985 prévoit la création d'un Congrès du Territoire à la place de l'Assemblée territoriale, de quatre régions (Sud, Centre, Nord et Îles) et d'un Conseil exécutif composé du président du Congrès et des quatre présidents de régions. Jacques Lafleur s'oppose à ce projet, notamment au découpage géographique qui assure au moins deux régions (le Nord et les Îles Loyauté) et lui donne un avantage certain dans une troisième (le Centre), et donc deux à trois sièges sur cinq au Conseil exécutif (qui n'a toutefois qu'un rôle consultatif) alors que minoritaires sur le plan démographique. Lors du débat sur la loi à l'Assemblée nationale le 20 août, il déclare à la tribune : « Nos débats se trouvent entachés d'une véritable violation de la Constitution et je me demande quelle peut être la validité de nos délibérations. [...] Je savais que les gouvernements socialistes avaient pour habitude de ne pas respecter les lois qu'ils avaient eux-mêmes fait voter, concernant la Nouvelle-Calédonie, mais je n'osais pas imaginer que l'on irait, pour forcer une terre française à devenir étrangère, jusqu'à violer la Constitution elle-même »
Une fois ce texte accepté, les loyalistes participent néanmoins aux élections qui sont, comme prévu, remportées par le RPCR à l'échelle du Territoire (53,48 % des suffrages exprimés, avec une participation très forte, étant donné que le FLNKS participe cette fois au scrutin, à 80,62 % des inscrits, et 26 sièges sur 46 au Congrès dont la présidence revient à Dick Ukeiwé) et dans la Région Sud (la liste menée par Jacques Lafleur y obtient 70,62 % des suffrages et 17 élus sur 21 au Conseil de Région qui est dirigé par Jean Lèques puis, après son accession à la mairie de Nouméa en janvier 1986, par Pierre Frogier). Mais le FLNKS dirige les trois autres régions (Jean-Marie Tjibaou dans le Nord, Léopold Jorédié dans le Centre, Yeiwéné Yeiwéné, bras droit de Tjibaou, dans les Îles Loyauté). Dans le Centre, où le scrutin était particulièrement serré (45,47 % et 5 sièges sur 9 pour le FLNKS mené par Léopold Jorédié, contre 41,86 % et les 4 autres élus pour le RPCR et président du gouvernement local sortant Dick Ukeiwé), Jacques Lafleur a des mots très durs pour la liste « OPAO » (favorable au projet d'indépendance association) du maire de Bourail et président de la FNSC Jean-Pierre Aïfa, dénonçant sur les ondes de RRB « la troisième force [...] des individus mi-hommes mi-femmes […] qui croient aux mirages ». En effet, pour lui, la FNSC est responsable de la situation tendue pour s'être alliée avec les indépendantistes en 1982 et pour avoir maintenu sa candidature dans une Région Centre qui était véritablement l'enjeu crucial de ce scrutin (la seule où aucun des deux camps ne semblait être avantagé), permettant, selon lui, la victoire de la liste FLNKS de Léopold Jorédié qui ne l'emporte que de peu. Qui plus est, la liste RPCR dépose un recours en annulation des élections dans cette région mais Dick Ukeiwé finit par se déclarer, lors de l'installation du Conseil de Région à La Foa, « prêt à travailler, mais pas dans le cadre de la préparation à l'indépendance ». Jacques Lafleur démissionne de son mandat au Congrès et au Conseil de la Région Sud dès le 6 décembre 1985.
Aux élections législatives du 16 mars 1986, la droite revient au pouvoir sur le plan national, et les deux députés calédoniens sont désormais RPCR : Jacques Lafleur et Maurice Nénou, leur liste obtenant 88,5 % des suffrages exprimés pour une participation de 50,4 % des inscrits seulement, le FLNKS ayant appelé à l'abstention.
Le nouveau ministre de l'Outre-Mer, Bernard Pons, met en place un nouveau statut visant à contrer l'indépendance et défendant le droit commun face au droit coutumier, et propose l'organisation rapide d'un référendum d'autodétermination ouvert à tous les néo-calédoniens, quelle que soit leur origine ou leur communauté d'appartenance, avec toutefois une condition de résidence de trois ans minimum. Ce référendum, boycotté par le FLNKS, se tient le 13 septembre 1987 et se traduit par un rejet massif de l'indépendance : 98,3 % des suffrages exprimés, et 58,1 % des inscrits (puisque « seuls » 40,9 % des électeurs se sont abstenus, un score relativement faible étant donné l'appel du front indépendantiste).
Après cette victoire pour les loyalistes, un nouveau statut Pons est mis en place le 22 janvier 1988, prévoyant le maintien du Congrès, la modification du découpage des régions (Sud, Sud, Est, Îles Loyautés) afin de limiter une éventuelle « sur-représentation » indépendantiste et la modification de la composition du Conseil exécutif (un président, les quatre présidents de régions et cinq membres élus par le Congrès). Le RPCR et Jacques Lafleur, estimant que la revendication pour l'indépendance n'a plus lieu d'être après le résultat du référendum, appellent à la dissolution du FLNKS le 15 mars. Le FLNKS rejette ce nouveau statut et appelle à l'abstention lors des élections aux conseils de régions et au Congrès du 24 avril 1988, si bien que Jacques Lafleur et son parti remportent une victoire écrasante dans toutes les régions (avec 64,52 % des suffrages exprimés, et 38,22 % des inscrits puisque le taux de participation n'est que de 59,23 %) : Jacques Lafleur devient président de la Région Sud (avec 13 élus sur 21, contre 5 au FN, 2 à un autre mouvement loyaliste radical, le Front calédonien, et 1 à la liste divers droite « Entente »), Harold Martin, qui depuis toujours organise les campagnes du député, est élu dans l'Ouest (où Dick Ukeiwé était tête de liste, et avec 8 sièges sur 11, les 3 restants revenant au FN), Henri Wetta à l'Est (où la candidature du parti était tirée par le député Maurice Nénou, avec 7 conseillers sur 9 face aux 2 seuls élus indépendantistes de ce scrutin, issus de liste « Unir pour Construire » du maire LKS de Poindimié Francis Poadouy, le taux de participation n'était que de 29 %) et Simon Loueckhote dans les Îles Loyauté (la liste qu'il menait à emporter la totalité des 7 sièges, mais avec une abstention s'élevant à 76,5 %), tandis que Dick Ukeiwé reste le chef d'un Conseil exécutif comprenant en plus quatre membres élus RPCR et un Front national. Les présidents de Conseils de Région, et donc Jacques Lafleur, doivent, selon ce nouveau statut, abandonner leur siège au Congrès à un suivant de liste.

### Crise d'Ouvéa
Mais à la même époque, pour protester contre le statut Pons, un commando du FLNKS attaque la gendarmerie d'Ouvéa, les militaires résistent : quatre d'entre eux sont tués et vingt-sept sont emmenés en otage dans les grottes de Gossanah. C'est le point culminant des « Événements ». Les preneurs d'otage donnent pour condition à la libération des gendarmes l'annulation des élections régionales, le retrait des forces de l'ordre de l'île et la nomination d'un médiateur. Le 25 avril, l'île d'Ouvéa est interdite aux journalistes tandis que le ministre Bernard Pons arrive sur le territoire avec des renforts de gendarmerie, dont des membres du GIGN. Jacques Lafleur, au même titre que les deux autres parlementaires, membres du RPCR, Maurice Nénou et Dick Ukeiwé, propose de se substituer aux otages. Entre les deux tours de l'élection présidentielle, le 5 mai 1988, le Premier ministre Jacques Chirac et Bernard Pons, avec l'accord du président de la République, François Mitterrand, décident de libérer les otages en ordonnant l'assaut par le GIGN de la grotte de Gossanah : l'« opération Victor » fait 21 morts (19 preneurs d'otage et 2 militaires).
Si ces évènements agissent comme un électrochoc sur l'électorat anti-indépendantiste (qui, le jour du second tour de l'élection présidentielle le 8 mai choisit Jacques Chirac à 90 % avant de réélire Jacques Lafleur député avec 83,3 % des voix, mais avec une participation inférieure à 50 % du fait du boycott des indépendantistes et face à une percée du Front national dont le candidat, Guy George, atteint les 13,8 %), ils font surtout prendre conscience à l'État (le nouveau Premier ministre, Michel Rocard, appelle à la négociation dès son entrée en fonction), à Jacques Lafleur et à Jean-Marie Tjibaou que les choses ont été trop loin. Des négociations tripartites commencent le 11 juin 1988.

## Des accords de Matignon à l'accord de Nouméa

### Accords de Matignon-Oudinot
Le 26 juin 1988, les accords de Matignon sont signés par Michel Rocard, Jacques Lafleur et Jean-Marie Tjibaou. La poignée de main entre les deux chefs des camps antagonistes devient alors le symbole de la paix retrouvée. De nouvelles institutions sont mises en place et le texte prévoit l'organisation en 1998 d'un scrutin d'autodétermination sur l'indépendance, accepté par l'ensemble de la population française par un référendum national, ainsi que l'amnistie des preneurs d'otages d'Ouvéa. Les accords d'Oudinot (signés au ministère de l'Outre-Mer, rue Oudinot à Paris, en l'absence de Jacques Lafleur qui, pour éviter de fatigants aller-retour vers Paris qu'il tend à limiter à la suite d'un infarctus subi en juin 1986, suit les négociations de ce second accord depuis sa propriété de Ouaco) le 19 août viennent préciser celui de Matignon sur le plan institutionnel et de l'amnistie : le corps électoral est constitué de tous les habitants de la Nouvelle-Calédonie citoyens français mais celui du référendum de 1998 sera limité à ceux pouvant justifier de dix ans de résidences à la date du scrutin, trois provinces (Sud, Nord et Îles Loyautés) viennent remplacer les cinq régions du statut Pons II et l'amnistie des preneurs d'otages est confirmée. Le 6 novembre 1988, lors du référendum sur les accords, le « oui » l'emporte avec une large majorité de 80 % des suffrages exprimés mais avec 60 % d'abstentions sur l'ensemble de la France. En Nouvelle-Calédonie, 36,7 % se sont abstenus et 33,1 % des inscrits ont voté « oui », contre 24,9 % pour le « non ».

### Paix difficilement rétablie
Mais la paix n'est pas encore acquise : le 11 septembre 1988, l'une des organisations du FLNKS, le Front uni de libération kanak (FULK) appelle à voter contre les accords et fait finalement sécession en 1990 avant de se dissoudre en 1992. Lors du référendum, 67 % des électeurs de la Région Sud, le fief électoral de Jacques Lafleur, votent pour le « non », ce qui est vu comme une sorte de désaveu pour le député anti-indépendantiste de la part de son électorat, le « oui » ne l'emportant sur l'ensemble du Territoire qu'avec une relativement faible avance étant donné l'engagement des deux principaux partis (FLNKS et RPCR) en sa faveur. Le 4 mai 1989, lors des commémorations de levée de deuil à Ouvéa en l'honneur des morts indépendantistes de l'incident de Gossanah, Jean-Marie Tjibaou et son bras droit Yeiwéné Yeiwéné sont assassinés par un intégriste indépendantiste, Djubelly Wéa, qui est lui-même immédiatement tué par les gardes du corps des deux hommes. Après ce drame, Jacques Lafleur apparaît comme le dernier grand signataire des accords et un rempart contre le retour des violences et pour le maintien de la paix, tandis que la famille anti-indépendantiste, pourtant dans un premier temps critique comme l'atteste le résultat du référendum, resserre les rangs derrière lui, le Front national admettant lui-même être « déboussolé » et « obligé de revoir toute sa position » pour les élections provinciales à venir.

### Victoire de Lafleur et du RPCR
Aux élections provinciales du 11 juin 1989, le FLNKS obtient le contrôle prévu des Provinces Nord (avec pour président Léopold Jorédié) et Îles Loyauté (avec Richard Kaloï à sa tête). Mais le RPCR obtient une large victoire dans la province de loin la plus importante sur le plan démographique et économique, celle du Sud, où il obtient une majorité absolue tant en voix (53,2 % des suffrages) qu'en nombre de sièges (21 élus sur 32), et Jacques Lafleur devient pour la première fois président de l'Assemblée provinciale. Son parti est également le premier du Territoire, avec 44,46 % des suffrages exprimés (et les deux tiers de l'électorat anti-indépendantiste qui représente lui-même 62,02 % des suffrages exprimés et 42,42 % des inscrits), et est majoritaire au Congrès du Territoire avec 27 élus sur 54). Simon Loueckhote en est élu président. Commence alors le véritable règne politique de Jacques Lafleur tandis qu'une sorte de pacte de non-agression est instauré dans les assemblées entre l'UC et le RPCR.
Entre la fidélité sans faille des anti-indépendantistes en raison de son rôle historique, le respect des indépendantistes modérés pour les accords de Matignon, augmenté de plus par sa vente le 5 octobre 1990 de 85 % du capital de la Société minière du Sud Pacifique (SMSP, qui rassemble les concessions minières du groupe Lafleur mais aussi des participations dans l'hôtellerie ou l'agriculture) à la Sofinor (Société de financement de la Province Nord) qui en fait un outil important du « rééquilibrage » économique et permet aux Kanak de devenir acteurs dans le domaine de la production de nickel,, et la présidence de la Province Sud, qui rassemble alors les deux-tiers de la population locale mais aussi les principaux leviers économiques de l'archipel, Jacques Lafleur passe de chef de l'un des camps de la Nouvelle-Calédonie au statut de chef du territoire.
Sa gestion porte alors avant tout sur le développement touristique, avec de grands projets hôteliers et de zones d'activités de loisirs ou sportives afin d'attirer une clientèle aisée : en février 1995, le premier hôtel cinq étoiles de l'archipel, appartenant à la chaîne Le Méridien et agrémenté d'un casino, ouvre ses portes à la pointe Magnin à Nouméa à l'initiative de la Province par le biais de sa SEM de développement PromoSud créée dans ce but le 31 décembre 1991, et plus particulièrement de sa filiale la Société des Hôtels de Nouméa (dont PromoSud détient 33,9 % du capital, Jacques Lafleur y ayant fait également participé les deux autres provinces et plusieurs organismes publics ou privés), suivi en 1998 par un autre Méridien de luxe à la baie d'Oro sur l'île des Pins. Dans les autres Province, il joue également un rôle important dans le lancement du projet de construction du Club Méditerranée de Hienghène en Province Nord, inauguré en 1992 et contrôlé par une filiale de la SMSP. Finalement, l'hôtellerie constitue la quasi-totalité (3,0153 milliards de F CFP), soit 97,4 %, des investissements de PromoSud pour la période 1991-1996.
Le 28 décembre 1990 est également lancé le projet de construire un golf d'envergure internationale dans la presqu'île de Tina, à l'est de Nouméa, aménagé entre 1992 et 1994 et dont les neuf premiers trous ont été inaugurés le 4 mars 1994 pour une mise en service totale en 1997. La Province décide dans le même temps de la réalisation d'une nouvelle base nautique à la côte blanche dans la baie de Sainte-Marie, toujours à Nouméa, où sont installés les locaux de l'École provinciale de voile (EPV qui assure l'enseignement des sports nautiques aux scolaires et donne des stages payants durant les vacances) et de plusieurs clubs sportifs dans le domaine de la voile (Société des Régates calédoniennes SRC pour l'optimist, le Hobby Cat Club et l'Association calédonienne de planche à voile ACPV). Mais la reconquête des touristes, qui avaient déserté le Territoire pendant les Évènements, se fait relativement lentement pendant la première moitié des années 1990 : le niveau record de 1984 (91 512 touristes) est à peine atteint en 1996 (91 121 visiteurs) pour être dépassé en 1997 (105 137) et s'établir ensuite aux alentours des 100 000 touristes. La nouvelle offre d'hôtels et équipements haut de gamme permet d'obtenir une clientèle japonaise relativement importante qui forme la plus grosse part des personnes venant visiter la Nouvelle-Calédonie à partir de 1997, dépassant alors les Métropolitains qui était jusqu'alors majoritaires.
Sur le plan des transports, la mesure phare de son administration reste la construction, entre 1996 et 2002 en deux tranches (1996-2000 pour la première et 2001-2002 pour la seconde), de la Voie de Dégagement Est (VDE, voie rapide à péage desservant la banlieue sud du Grand Nouméa dans la commune du Mont-Dore en réalisant la majorité de son parcours sur des espaces gagnés sur la mer),. La Province Sud met également en place une compagnie d'autobus interurbains dans le Grand Nouméa, CarSud.

### Premières dissidences
Mais bientôt, Jacques Lafleur ne fait plus l'unanimité. Le premier désaveu de poids vient de l'autre signataire des accords de Matignon et ancien chef de l'exécutif local pendant la période des Évènements, Dick Ukeiwé. Après avoir été écarté en 1992 de son mandat de sénateur en 1992 au profit d'un autre Kanak anti-indépendantiste, plus jeune, Simon Loueckhote, il quitte le parti qu'il avait contribué à fonder en 1978 en janvier 1993 pour fonder sa propre formation, le « Mouvement des Calédoniens et Loyaltiens libres » (MCLL), et appeler à un « toilettage des accords Matignon » en refusant de participer aux comités du suivi avec l'État, le FLNKS et le RPCR. Aux élections législatives de 1993, Dick Ukeiwé se présente contre son « ancien ami » Jacques Lafleur dans la 1re circonscription : si le député sortant est une nouvelle fois réélu au premier tour, il obtient alors son plus mauvais résultat depuis sa première élection en 1978 (53,27 % des suffrages exprimés) contre 16,04 % à l'ancien sénateur qui arrive en seconde position, devant le candidat du FLNKS Rock Wamytan (14,3 %).
Mais la première réelle division des partisans du chef historique de la lutte contre l'indépendance apparaît à l'approche de l'élection présidentielle d'avril-mai 1995. Il surprend en effet à cette occasion les membres de son camp, la direction parisienne du RPR et son électorat en apportant son soutien au Premier ministre Édouard Balladur contre Jacques Chirac, auquel il avait toujours jusqu'alors démontré une fidélité sans faille et alors que l'on présentait les deux hommes comme des amis personnels. Pourtant, une majorité de la droite locale soutient le maire de Paris, notamment Didier Leroux, ancien élu du RPCR et pendant longtemps chef de la fédération patronale du Territoire, mais aussi l'autre député, Maurice Nénou, qui lui reste toutefois fidèle, contrairement au premier, au chef anti-indépendantistes. Et l'électorat loyaliste, resté très chiraquien, se prononce largement pour le président du RPR, avec 42,97 % des suffrages exprimés en sa faveur au premier tour contre seulement 26,56 % au chef du gouvernement.
Une fois le maire de Paris élu, les relations entre les deux hommes se refroidissent. Dans le même temps, à la veille des élections provinciales du 9 juillet 1995, certains partisans de la candidature de Jacques Chirac, réunis autour de Didier Leroux, créent le 9 juin un nouveau parti se voulant « non-indépendantiste » plutôt qu'anti-indépendantiste et baptisé « Une Nouvelle-Calédonie pour tous » (UNCT), et présentent une liste en Province Sud contre celle du président sortant. La campagne est particulièrement violente, Jacques Lafleur et ses partisans réservant l'essentiel de leurs attaques à ce nouvel adversaire qui quant à lui critique « la régression démocratique, le mépris des minorités, la dérive affairiste et le verrouillage de l'information » du RPCR qu'il rebaptise « Rassemblement pour la conservation de la royauté ». À ceci s'ajoute une autre liste divers-droite dans le Nord, emmenée par le seul maire anti-indépendantiste de cette Province (Koumac) et l'une des anciennes figures du RPCR dans la région, Robert Frouin, sous le nom de « Développer ensemble pour construire l'avenir » (DECA).
Le scrutin marque alors un recul du parti loyaliste historique qui reste toutefois la première formation du Territoire avec 37,06 % des suffrages exprimés (perte de 1 800 voix par rapport à 1989) et 22 sièges sur 54 au Congrès (5 de moins et la perte de la majorité absolue). En Province Sud, la formation de Jacques Lafleur passe de 53,2 % des voix et 21 élus sur 32 à 48,97 % des suffrages et une majorité réduite à 18 conseillers. L'UNCT a donc réussi à lui enlever 7 909 voix (11,28 %) et à se constituer en une opposition crédible avec 7 sièges dans la Province Sud, où le député reste toutefois majoritaire (tout en ayant perdu la majorité absolue au sein de l'électorat) et retrouve ainsi la présidence provinciale. Dans le Nord, l'électorat anti-indépendantiste est divisé en deux avec un RPCR de Maurice Nénou qui ne réalise plus que 15,9 % des suffrages pour 2 sièges sur 15 (contre 27,3 % et 4 élus en 1989) face aux 15,18 % et 2 conseillers également à la liste DECA. Il n'y a qu'aux Îles Loyauté que le Rassemblement, emmené par le nouveau sénateur Simon Loueckhote, conserve la totalité de sa base (20,5 % et 2 sièges sur 14, la liste UNCT n'obtenant qu'à peine 500 bulletins et aucun élu). Et si le RPCR conserve la présidence du Congrès, en la personne de Pierre Frogier, et celle de sa Commission permanente (Pierre Maresca), il ne garde en revanche qu'une seule vice-présidence du bureau de l'assemblée territoriale sur huit tandis qu'une alliance entre le FLNKS et l'UNCT (24 sièges sur 54, 26 en comptant les élus de DECA proches de l'UNCT) rend les débats particulièrement houleux dans l'institution.

### Vers l'accord de Nouméa
Quoi qu'il en soit, malgré ces divisions, Jacques Lafleur se maintient comme le gardien du statu quo né des accords de Matignon et du maintien du dialogue avec des indépendantistes eux aussi de plus en plus divisés (notamment entre l'Union calédonienne, composante majoritaire et historiquement dominante au sein du FLNKS, et les autres « groupes de pression » du Front indépendantiste dont le Palika de Paul Néaoutyine). Conscient que quoi qu'il arrive le référendum d'autodétermination prévu en 1998 se soldera par un rejet de l'accès a la pleine souveraineté, et craignant que cela ne blesse les indépendantistes au point de pousser certains à reprendre les armes, il est le premier à proposer, dès avril 1991, une « solution consensuelle ». Cette proposition est reprise au IVe Comité du suivi des accords de Matignon à Paris du 4 février 1993 par les autres signataires (l'État et le FLNKS) qui s'engagent à tout faire pour éviter le « référendum guillotine ». Le 19 septembre 1994, Jacques Lafleur précise son propos en appelant à un « pacte trentenaire » et « un Matignon bis » qui repousserait la question de l'indépendance aux alentours de 2018. L'année suivante, le 20 septembre 1995, le RPCR et le FLNKS commencent à parler ensemble de l'avenir institutionnel du Territoire et des discussions officielles sont ouvertes sous la médiation du Premier ministre Alain Juppé le 18 octobre suivant. À la fin de l'année, les deux camps formulent leurs projets qui doivent servir de base aux négociations. Si les indépendantistes proposent purement et simplement l'instauration dès 1998 d'un État libre et souverain baptisé « Kanaky », le « schéma d'émancipation et de large décentralisation » avancé par Jacques Lafleur les rejoint sur certains points en demandant une forte autonomie : création d'un gouvernement local élu, le maintien du Congrès et des provinces, la création d'un Sénat coutumier élargi mais qui resterait consultatif et le transfert d'un certain nombre de compétences que, d'après le député, les Néo-calédoniens doivent pouvoir gérer seuls (immigration, politique minière, énergie et commerce extérieur essentiellement). Le principal point de désaccord reste les compétences régaliennes (défense, affaires étrangères, sécurité publique, justice, monnaie), Jacques Lafleur restant anti-indépendantiste et défendant leur maintien entre les mains de l'État français exclusivement.
Mais les négociations vont bientôt être interrompues. En avril 1996, la délégation du FLNKS au Comité du suivi, composée de trois modérés partisans d'une solution consensuelle, à savoir le président unitaire du Front Rock Wamytan, le président de la Province Nord Léopold Jorédié et le président de l'UC (parti auquel appartiennent les trois négociateurs indépendantistes) François Burck, est désavouée par la direction de la coalition indépendantiste et rappelée en urgence sur le Territoire. Il leur est reproché d'avoir accepté trop facilement le plan de Jacques Lafleur et des loyalistes en vue de maintenir définitivement le Territoire dans l'ensemble français, d'après un article paru dans le Figaro. Ils sont remplacés par les tenants d'une ligne plus dure, Bernard Lepeu (qui succède à Burck en novembre à la tête de l'UC), Damien Yeiwéné et Charles Pidjot. Le 19 septembre de la même année, le FLNKS rompt les discussions et pose un « préalable minier » à la reprise des pourparlers, à savoir l'obtention par la SMSP, afin d'alimenter la future usine du Nord, du massif minier de Tiébaghi, alors propriété de la Société Le Nickel (SLN), filiale du groupe métallurgique Eramet (contrôlé par l'État) qui refuse de céder cette concession. De plus, dès le mois d'octobre, le FLNKS organise le blocage des sites miniers et reçoit en ce sens le soutien des syndicats USTKE (ouvertement indépendantiste et connu pour ses méthodes musclées) et USOENC (premier syndicat du Territoire en nombre d'adhérent pour les non-fonctionnaires, proche de la CFDT). Le 27 avril 1997, le bureau politique du FLNKS fait le choix de boycotter les élections législatives de 1997, décision non respectée toutefois par le Palika qui, avec l'USTKE, décide de soutenir la candidature dans la seconde circonscription de l'homme d'affaires pourtant anti-indépendantiste Philippe Pentecost contre le député sortant RPCR Pierre Frogier (qui a remplacé Maurice Nénou, décédé en novembre 1996). Jacques Lafleur, pour sa part, est réélu sans difficulté, une nouvelle fois au premier tour, avec 63,07 % des suffrages mais une participation faible de 45 % des inscrits. Ce scrutin fait néanmoins de lui le député le mieux élu de la nouvelle assemblée et montre qu'une majorité de l'électorat anti-indépendantiste soutient ses propositions pour l'avenir de la Nouvelle-Calédonie.
En revanche, l'attitude du Front indépendantiste fait de moins en moins l'unanimité en son sein et, le 26 décembre 1997, les partisans d'une reprise des négociations, dont les deux anciens membres UC de la délégation désavouée de 1996 François Burck et Léopold Jorédié, auxquels s'ajoute le numéro deux du Palika Raphaël Mapou, fondent le Comité de coordination pour l'indépendance (CCI) et reviennent à la table des discussions. Exclus de leurs partis respectifs et du FLNKS, ils finissent par fonder le 30 mai 1998 la Fédération des comités de coordination indépendantistes (FCCI) qui devient une force d'appoint du RPCR au Congrès. Les indépendantistes accusent alors Jacques Lafleur d'être l'artisan de cette division dans le seul but d'affaiblir ses adversaires, ce à quoi le député répond : « ceux qui essaieraient d'entraver ce processus prendraient une lourde responsabilité ».
C'est dans ce contexte que le préalable minier finit par être levé : le nouveau gouvernement socialiste de Lionel Jospin reprend la proposition formulée par son prédécesseur le 13 novembre 1996 de procéder à l'échange entre la SMSP et la SLN du massif de Poum (appartenant à la première) contre celui de Koniambo (propriété de la seconde). Si, du fait du maintien de son refus, Eramet avait été privé de ses titres sur le gisement convoité par la société minière de la Province Nord le 25 février 1997, le groupe finit par accepter la transaction et un accord est conclu le 3 février 1998, quelques mois seulement avant l'ouverture de la période référendaire prévue par les accords de Matignon. Les discussions tripartites peuvent donc reprendre à Paris puis à Nouméa à partir de la fin du mois de février et du début du mois de mars, sous la médiation de l'État qui dépêche en Nouvelle-Calédonie l'ancien Haut-commissaire Alain Christnacht, désormais conseiller du Premier ministre pour l'Outre-mer. Pour autant, toutes les oppositions ne sont pas réglées, Jacques Lafleur exigeant une période minimale de vingt ans pendant laquelle la Nouvelle-Calédonie resterait quoi qu'il arrive dans la France et qui se clôturerait sur une consultation d'autodétermination pour ou contre l'indépendance, tandis que Rock Wamytan pour le FLNKS demande une « indépendance-association » immédiate avec la République française. Un nouvel arrêt des pourparlers est toujours possible, et le député néo-calédonien brandit la menace d'un blocage qui aboutirait à l'organisation, comme prévu initialement, du scrutin sur l'indépendance en 1998, ce que tout le monde veut éviter. Finalement, un consensus est trouvé (transfert de toutes les compétences possible sauf les régaliennes sur une période de 15 à 20 ans puis interrogation d'un électorat restreint aux seules personnes présentes sur le territoire depuis au moins 1994 et leurs enfants une fois atteint leur majorité lors de plusieurs scrutins d'autodétermination organisés sur une période de cinq ans, la reconnaissance d'une double légitimité, celle du premier occupant et celle de la majorité démographique, du « fait colonial » et de la nécessité de construire une « citoyenneté néo-calédonienne ») en avril. La signature officielle de l'accord de Nouméa a lieu le 5 mai 1998 par le Premier ministre Lionel Jospin (au nom de l'État), une délégation du RPCR menée par Jacques Lafleur et celle du FLNKS de Rock Wamytan.
Il fait ensuite activement campagne, avec le RPCR, pour le « oui » au référendum local du 8 novembre 1988 pour l'approbation du texte qu'il présente comme le meilleur moyen d'assurer à la Nouvelle-Calédonie de « demeurer au sein de la République dans le cadre de relations refondées et rénovées », tandis que parallèlement le FLNKS et Rock Wamytan expliquent à leur électorat qu'il s'agit d'un pas vers une « indépendance irréversible qui commence à se construire dès aujourd'hui », traduisant une interprétation diamétralement opposée de l'accord. Quoi qu'il en soit, le projet est approuvé avec une participation élevée (74 %) par 72 % de « oui », celui-ci l'emportant, contrairement à celui sur les accords de Matignon dix ans plus tôt, dans toutes les communes du Territoire. Pourtant, Jacques Lafleur ne peut s'empêcher de s'estimer « un peu amer » et parle de « sorte de désaveu personnel » : en effet, si l'électorat des deux provinces indépendantistes a largement suivi le mot d'ordre pour le « oui » du FLNKS (à 86 % dans le Nord et même 95 % dans les Îles Loyauté), la Province Sud connaît une plus forte proportion de « non », notamment à Nouméa où le rejet de l'accord obtient 42 % des suffrages. À l'exception du RPCR, de la FNSC de Jean-Pierre Aïfa, de Calédonie Demain de Bernard Marant et du petit parti Renouveau né d'une dissidence de l'UNCT, tous les partis du camp loyaliste avaient appelé à voter « non ». Encore une fois, et cela tout le monde s'accorde à le dire, même ses plus grands opposants, Jacques Lafleur a su tendre la main au bon moment pour maintenir la paix et sa légitimité s'en trouve alors renforcée : ses partisans le comparent à un visionnaire, d'autres pensent qu'il s'agit juste d'un pragmatique et ses plus grands détracteurs parlent d'un habile politicien et manipulateur.

### Victoire concrétisée
Aux élections provinciales du 9 mai 1999, il est réélu président de l'Assemblée de la Province Sud où sa liste retrouve la majorité absolue en nombre de voix (51,06 % des suffrages exprimés) et conforte sa présence dans un hémicycle provincial agrandi avec 25 élus sur 40 (dont 20 siégeant en même temps au Congrès). L'UNCT de Didier Leroux, devenue « Alliance pour la Calédonie » en fusionnant avec la FNSC et Calédonie demain mais qui a subi de nombreuses dissidences (Renouveau de Thierry Valet et Calédonie autrement de Denis Milliard allié au MPF Claude Sarran, ensemble ces deux listes enlèvent pratiquement la moitié de l'électorat de l'UNCT tout en n'obtenant aucun siège), retombe à 9,74 % des voix et 4 sièges dont 3 au Congrès. Dans les autres collectivités, le RPCR renforce son assise ou se maintient, redevenant la seule force loyaliste présente à l'Assemblée de la Province Nord (17,8 % des suffrages, soit près de deux points supplémentaires par rapport à 1995, et quatre conseillers sur 22 dont trois à l'assemblée du Territoire, tout en estimant que la présence à nouveau de la liste DECA de Robert Frouin lui a fait perdre au moins un siège) et se stabilise aux Îles Loyauté (19,05 % des voix et deux élus sur 14 dont un au Congrès). Sur l'ensemble du Territoire, il augment son score de 1995 de trois mille votes et de près de deux points avec 38,8 % des suffrages exprimés.
Par conséquent, le RPCR améliore sa représentation au Congrès avec 24 sièges sur 54, mais n'a toujours pas la majorité absolue qu'il complète en formant une coalition avec les 4 sièges de la FCCI. Au sein du gouvernement collégial nouvemment formé, le Rassemblement obtient six postes sur 11, la FCCI un, et le maire de Nouméa, Jean Lèques devient président de cet exécutif jusqu'en 2001 avant d'être remplacé par Pierre Frogier, l'un des dauphins potentiels de Jacques Lafleur.

## Dernières années

### Préparation de la succession, et dissidences
Car bientôt, Jacques Lafleur fait de plus en plus allusion à son départ prochain et tient à préparer sa succession à la tête du RPCR, de la Province Sud et à la députation. Il y a plusieurs candidats possibles : Pierre Frogier, l'autre député, ancien président du Congrès et de la Région Sud et vice-président de l'Assemblée de la Province Sud, ou encore Harold Martin, maire de Païta, ancien président du Congrès lui aussi et de la Région Ouest et depuis le début l'organisateur des campagnes de Jacques Lafleur. Mais cette annonce de retrait n'est jamais suivie de faits, et de plus en plus s'impatientent : Marie-Noëlle Thémereau, vice-présidente RPCR du Congrès, démissionne de toutes ses fonctions et se retire du parti pour protester contre l'omniprésence de la Province Sud dans le jeu institutionnel local. Puis, lors des municipales de mars 2001, au cours desquelles le RPCR augmente pourtant son assise électorale (en remportant notamment Poya sur les indépendantistes ou en réussissant à gagner le fief de Jean-Pierre Aïfa, Bourail), il provoque la sécession d'Harold Martin en décidant de refuser à celui-ci la tête de liste RPCR à Païta qu'il confie à un de ses cousins et son prédécesseur à la mairie, Ronald Martin. Harold Martin se maintient et est réélu, puis est suspendu du RPCR malgré les oppositions d'autres maires de brousse ou de l'agglomération (Philippe Gomès à La Foa, Réginald Bernut au Mont-Dore).
S'il est réélu député aux élections législatives de 2002, il doit, pour la première fois de sa carrière de parlementaire, concéder un deuxième tour. Avec 49,9 % des suffrages exprimés au 1er tour, il manque de peu d'être reconduit d'emblée mais est bien mis en ballotage par son désormais principal opposant au sein de la famille anti-indépendantiste, Didier Leroux, qui lui a recueilli 15,1 %. Et ce dernier réalise une forte progression entre les deux tours, obtenant au second 44,26 % des voix contre 55,74 % au député sortant. Il avait alors l'étiquette de l'Union pour la majorité présidentielle et adhère donc quelques mois plus tard à l'Union pour un mouvement populaire (UMP), dès sa création. Comme il l'avait fait avec le RPR, il lie par un accord d'association le RPCR avec ce nouveau grand parti de la droite métropolitaine, et fait rebaptiser son mouvement en 2004 qui devient le Rassemblement-UMP.

### Seul dirigeant du Territoire
Impliqué dans plusieurs affaires (détaillées dans le chapitre suivant), on lui reproche un autoritarisme de plus en plus marqué mais, d'un autre côté, il reste le seul à être écouté et à pouvoir prendre des décisions face à un gouvernement qui agit rarement sans son consentement. Ainsi, à la fin de l'année 2000, les syndicats locaux manifestent pour obtenir une augmentation immédiate du SMG de 78 000 à 100 000 Francs CFP (environ 838 euros), alors que le pacte social signé en octobre prévoit une hausse progressive d'ici 2003 : aucun accord ne peut être trouvé et la tension atteint son comble avec la destruction d'un rond-point à Nouméa par les manifestants le 16 novembre 2000, le montant des dégâts étant estimé à 16 millions de Francs CFP (soit 134 000 Euros environ). La situation n'est débloquée que lorsque Jacques Lafleur intervient en personne pour accorder cette augmentation.
En décembre 2001, une nouvelle crise ethnique apparaît à Saint-Louis, tribu de la commune du Mont-Dore au sud de Nouméa : les Kanak de la tribu n'acceptent plus l'installation sur les terres revendiquées par les autorités coutumières d'une communauté wallisienne et futunienne, à quoi s'ajoutent des rivalités entre clans. Des tireurs embusqués tirent sur des habitations de Polynésiens ou sur des véhicules, cinq personnes trouvent la mort entre le début de l'année 2002 et septembre 2003 et plusieurs personnes grièvement blessées dont le commandant de gendarmerie qui reçoit une balle de fusil de chasse dans le dos. On parle alors d'un nouvel « Ouvéa ». Jacques Lafleur, bien que le maintien de l'ordre public relève de la compétence de l'État, intervient personnellement pour que la situation se calme: « Nous ne revivrons pas ce que nous avons connu par le passé et cette fois-ci nous prendrons les devant ». Il est alors à l'origine de la proposition des délais progressifs de retrait des familles wallisiennes et futuniennes du lotissement de l'Ave Maria.

### Controverses
Mais les controverses contre celui que l'on appelle le « Chef », ou encore « Jacquot », s'accumulent : 
- À l'automne 1987, le Canard enchaîné révèle que Jacques Lafleur, actionnaire de 21 sociétés locales, n'a pas payé d'impôt sur le revenu pour l'année 1985, alors même qu'il déclarait pour la même période 1 million de francs de dividendes qui, en vertu de dispositions fiscales locales, n'étaient pas fiscalisées. Il fait condamner en première instance le journal à 8 000 F de dommages et intérêts au nom de l'« atteinte à sa vie privée ». Le journal fait appel, le marathon juridique dure 6 ans. La Cour de Cassation estime une 1re fois que « le respect dû à la vie privée de chacun n'est pas atteint par la publication de renseignements d'ordre purement patrimonial ». Lafleur contre-attaque en vain. À l'été 1993, la cour d'appel de Versailles le condamne à verser 10 000 F au journal et à payer les dépens du procès au motif que « les électeurs d'un homme politique sont en droit d'être informés de tout ce qui concerne leur élu, pour leur permettre de conserver à son égard la confiance qu'ils ont mise en lui pour gérer la chose publique ».
- L'affaire Van Peteghem - Baie de la Moselle : fondateur d'une association de riverains de Port Moselle, Bruno Van Peteghem s'est opposé à partir de 1994 à la construction dans le quartier d'un immeuble de 74 logements à forte valeur ajoutée sur le domaine maritime de l'État et sans autorisation. Accusant la ville de Nouméa et la Province Sud de chercher à rentabiliser une opération de remblai déficitaire, il met particulièrement en cause Henri Lafleur, neveu du député-président de l'Assemblée provinciale, administrateur autant de la Société d'économie mixte chargée du remblaiement que de la société opérant le projet immobilier ainsi qu'adjoint au maire de la commune. En avril 1997 la cour administrative d'appel de Paris annule le permis de construire et, en novembre 1997, Henri Lafleur est mis en examen pour délit d'ingérence à la requête des actionnaires de sa société de promotion immobilière. Relaxé en première instance, il est condamné en appel en mai 2000 à un an de prison avec sursis et deux ans d'inéligibilité[57], son pourvoi en Cassation étant rejeté le 7 novembre 2001[58]. Mais les logements incriminés sont déjà construits et habités, Bruno Van Peteghem et son association réclament alors leur démolition à plusieurs reprises, trois permis de construire étant successivement cassés par décision judiciaire sans que les immeubles soient détruits. Le tribunal administratif de Nouméa finit cependant par rejeter en mars 2003 les demandes de démolition et d'indemnisation des riverains. Quoi qu'il en soit, le combat de Bruno Van Peteghem évolue bientôt au-delà de la simple défense des droits d'habitants de quartier et il semble peu à peu canaliser derrière lui la « contestation » au « système Lafleur », sa cause s'étendant bientôt à d'autres domaines (comme la protection de l'environnement et du lagon), et annonce la création d'une section locale du parti national Les Verts, baptisée « Verts Pacifique ». L'opinion publique est particulièrement alertée lorsque sa voiture et son garage sont incendiés le 23 novembre 1998, l'ensemble de sa maison subissant le même sort le 31 décembre suivant[59]. Au lendemain de ce second sinistre, Jacques Lafleur déclare : « Il s'est piégé en voulant jouer au plus malin. Mais quelles que soient les décisions, on ne démolira rien. »[60]. En octobre 1999, dans une lettre à en tête de l'Assemblée nationale, le président de la Province Sud traite le chef des riverains mécontents de « vulgaire procédurier et de petit saligaud », phrases pour lesquelles il est condamné par le tribunal correctionnel de Nouméa à 11 000 F d'amende pour « injures publiques » en avril 2000[61], décision confirmée le 22 août 2000 par la cour d'appel de Nouméa, l'amende étant même augmentée à 33 000 F, ce qui provoque l'affaire de la « vraie fausse démission » du député[62],[63]. De plus, en 2003, lors du retrait de la compagnie Air France, sur laquelle Bruno Van Peteghem était steward, de Nouvelle-Calédonie, il était prévu que tout le personnel de la compagnie nationale souhaitant rester dans l'archipel soit repris par la compagnie locale, Aircalin. Mais Van Peteghem est le seul à ne pas bénéficier de ce plan, selon une « décision d’entreprise basée sur des critères strictement professionnels » d'après la direction de la société, et est donc contraint de quitter la Nouvelle-Calédonie. La Ligue des droits de l'Homme et les Verts de Nouvelle-Calédonie parlent d'une manipulation politique visant à éloigner un adversaire politique[64]. En août 2004, le tribunal de commerce de Nouméa condamne Aircalin à verser 16 millions de Francs CFP (environ 134 000 euros) de dommages et intérêts à Bruno Van Peteghem pour « rupture abusive et discriminatoire de promesse d'embauche »[65].
- La « vraie fausse démission » : le 23 août 2000, il annonce sa démission de ses fonctions politiques pour mettre en cause un « grave dysfonctionnement de la justice en Nouvelle-Calédonie » à la suite de sa condamnation la veille en appel pour injures publiques dans le cadre de l'affaire Van Peteghem[66]. Ses opposants et une grande partie de l'opinion publique calédonienne ont vu dans cette démission une véritable mascarade. Après un entretien accordé la semaine suivante aux Nouvelles Calédoniennes par le ministre des Relations avec le Parlement Jean-Jacques Queyranne l'appelant à rester dans le jeu politique, et surtout un congrès extraordinaire du RPCR organisé, en son absence, par ses principaux lieutenants politiques (Harold Martin, Pierre Frogier, Simon Loueckhote) à Nouméa pour lui demander de ne pas se retirer[67], il décide finalement de retirer sa démission[68]. Son attitude est alors jugée « puérile » par ses adversaires mais aussi par une partie de l'opinion publique[55].
- L'affaire « Lafleur - Levallois » : dans son autobiographie L'Assiégé : vingt-cinq ans de vie politique. Une histoire partagée avec la Nouvelle-Calédonie parue en avril 2000 aux éditions Plon, Jacques Lafleur accuse nommément Michel Levallois, ancien directeur des affaires politiques, administratives et financières de l'outre-mer pendant la période des Évènements, d'avoir une part de responsabilité importante dans la mort du dirigeant indépendantiste Éloi Machoro en 1985. Pour ces déclarations, Michel Levallois obtient du tribunal correctionnel de Paris la condamnation en diffamation du député néo-calédonien et de son éditeur, confirmé en appel le 2 avril 2003. Jacques Lafleur et Plon doivent alors payer solidairement 15 245 euros de dommages et intérêts à Michel Levallois, tandis que les passages incriminés du livre doivent être retirées dans ses publications ultérieures. Cependant, le chef anti-indépendantiste s'insurge contre cette décision de justice en déclarant : « Je maintiens que ce que j’ai écrit est vrai »[69].
- L'affaire Les Nouvelles Calédoniennes : ses opposants lui ont reproché d'avoir la mainmise sur les médias calédoniens et citent en exemple la bataille qu'il a menée contre Philippe Hersant. En effet, le Groupe Hersant est propriétaire du seul quotidien calédonien, Les Nouvelles Calédoniennes. Or, il existait depuis plusieurs années un accord entre Les Nouvelles et Les Nouvelles Hebdo (appelé plus simplement L’Hebdo), un journal politique hebdomadaire réalisé par des fidèles du député : en effet, le quotidien imprimait gratuitement, et même moyennant paiement, L'Hebdo qu'il distribuait en même temps que son journal chaque semaine, le jeudi. Apprenant cela, le magnat de la presse écrite régionale métropolitaine décide de mettre fin à cette situation en changeant la direction des Nouvelles et en nommant au début de l'année 2001 à la tête du quotidien local un ancien des Dernières Nouvelles d'Alsace, Bruno Franceschi, afin de rendre plus neutre la ligne éditoriale du journal. Jacques Lafleur réagit violemment : il appelle à partir de février 2001 au boycott des Nouvelles. Le mot d'ordre est alors qu'il ne faut plus le lire ni y émettre d'annonces et même boycotter ceux qui y annoncent[70]. Mais ce mot d'ordre est peu suivi, certains de ses alliés ne pouvant se passer de publier de la publicité dans le seul quotidien, et les ventes des Nouvelles augmentent tandis que celles de L'Hebdo baissent. Néanmoins, ce dernier reste encarté toutes les semaines avec le quotidien, mais désormais dans les conditions dictées par le groupe Hersant. Jacques Lafleur n'abandonne pas pour autant son opposition à Bruno Franceschi auquel il reproche, au contraire d'avoir « neutralisé » le propos des Nouvelles, d'en avoir fait un organe de critique systématique à l'égard de la majorité locale, et le traite de « petit télégraphiste », phrase pour laquelle il est une nouvelle fois condamné pour « injures publiques ». Après la publication d'une bande dessinée satirique qu'il estime être une attaque directe à « sa probité et son honnêteté » et d'un article mettant en cause les intérêts financiers de son fils, Pascal Lafleur, dans le départ du Club Méditerranée de Nouméa, il se rend directement le 27 novembre 2001 à la direction du journal pour, selon ses propres termes, « secouer [Bruno Franceschi] pour ce qu'[il a] fait ». Une grave altercation a lieu entre les deux hommes, le député empoignant au col le directeur et le projetant sur son siège, armant même son poing sans frapper[71]. Quelques minutes plus tard, sous le coup de la colère, Jacques Lafleur remonte dans sa voiture et accroche un autre véhicule quelques mètres plus loin. Ces « coups d'éclat » mettent mal à l'aise de plus en plus de ses partisans[55].
- L'Usine du Sud : il a été reproché à Jacques Lafleur de favoriser la Province Sud au détriment du rééquilibrage prévu par l'accord de Nouméa, et plus généralement l'échelon provincial à l'encontre de celui du gouvernement néo-calédonien (raison invoquée par Marie-Noëlle Thémereau pour justifier sa démission en 2001). D'un autre côté, ses opposants (notamment le Comité Rhéébù Nùù, les Verts Pacifique ou l'Alliance de Didier Leroux) l'ont accusé de « brader » le sol calédonien en vendant en juillet 2002 pour « presque rien » (4,8 milliards de Francs CFP, soit 40,224 millions d'euros), ont dit ses détracteurs[72], en concession l'exploitation de la latérite dans le gisement de Prony ouest au géant canadien Inco[73], après lui avoir déjà cédé les droits miniers sur celui voisin de Goro  en 1992[74] pour 2 milliards de F CFP (16,76 millions d'euros)[75]. Jacques Lafleur obtient toutefois la contrepartie en 2002 d'une participation à hauteur de 10 % concédée à la Nouvelle-Calédonie dans le capital de Goro Nickel[76]. À ce projet s'ajoute la construction d'une usine colossale sur le site de Goro. Il s'agit, pour les défenseurs du projet, d'un extraordinaire moyen de développer économiquement le territoire et de créer des emplois, mais entraînant l'opposition des militants écologistes, pour qui il s'agit d'une destruction pure et simple de l'environnement du Grand Sud, tandis qu'un groupe de coutumiers et d'hommes politiques de la région, emmenés par Rock Wamytan et Raphaël Mapou, tous deux membres à l'époque du Gouvernement de Pierre Frogier (Raphaël Mapou, en tant que membre de la FCCI, est même un allié du RPCR à cette époque), fondent le Comité Rhéébù Nùù dans le but d'obtenir pour les populations locales plus de contrepartie financière. Ces opposants multiplient les recours en justice et les manifestations. À ceci s'ajoutent des difficultés financières qui poussent Inco à interrompre le chantier et à reprendre le projet à zéro dès le 6 décembre 2002. En décembre 2003, le tribunal administratif de Nouméa annule le permis de recherche (et donc d'exploitation) accordé par le président de la Province Sud l'année précédente au groupe canadien. Il est réattribué par l'exécutif provincial dès le mois suivant. L'Avenir ensemble, arrivé au pouvoir en 2004, a fait campagne pour une renégociation des clauses de développement de l'usine du Sud, mais, dès octobre 2004, le successeur de Jacques Lafleur, Philippe Gomès, accorde le permis ICPE à Goro Nickel qui peut reprendre les travaux. Toutefois, les manifestations et actions d'éclat du Comité Rhéébù Nùù continuent, et un accord notamment environnemental ne peut être trouvé qu'en 2008 pour une mise en service finalement de l'usine prévue en 2009[77].
- Gouaro Deva : en 1992, la Province Sud fait l'acquisition, pour 325 millions de F CFP (2,7 millions d'euros environ), d'une propriété de plus de 7 700 hectares dite de Gouaro Deva sur la commune de Bourail, domaine disposant d'un fort potentiel économique (notamment touristique et agricole, mais nécessitant d'importants travaux d'irrigations, ainsi qu'une forte réserve en sable utile pour l'industrie) et d'une forte valeur historique (avec des vestiges de la révolte kanak du grand-chef Ataï de 1878) et symbolique pour les Mélanésiens du clan Gouaro (sépultures de la Vallée tabou). Celui-ci revendiquait d'ailleurs cette terre depuis 1984. En décembre 2003, l'Assemblée de la Province Sud accepte la vente de ce terrain en deux parties : 335 hectares pour 110 millions de Francs (922 000 euros environ) à la SAS Foncière de Calédonie pour un projet touristique incluant une marina et un golf notamment, et 7 300 hectares pour 679 millions de F CFP (5,7 millions d'euros) à la SAS Gouaro Deva pour un développement agro-pastoral incluant essentiellement un élevage de cerf. Cette vente est immédiatement critiquée non seulement par les membres des clans mélanésiens locaux, mais aussi par les éleveurs des environs et une partie de la population bouraillaise emmenés par l'ancien maire de la commune, et opposant politique de longue date à Jacques Lafleur, Jean-Pierre Aïfa. Ceux-ci reprochent au président de province de ne pas avoir respecté ses engagements vis-à-vis du clan Gouaro, auquel il aurait promis entre 1994 et 1997 l’attribution de 1 000 hectares aux jeunes du clan, le gel des lieux historiques (sépultures et site de l’ancienne tribu) et 20 % d’intéressement dans une société d’économie mixte chargée du développement d’activités touristiques et de l’exploitation des réserves de sable. Pour ses partisans, cette opération permet au contraire non seulement à la collectivité de réaliser une plus-value importante de 455 millions de Francs pacifiques (3,8 millions d'euros) par rapport à son prix d'achat de 1992, mais de plus de créer des « centaines d'emploi » par le biais des deux seuls secteurs économiques qui, selon eux, sont viables sur la propriété : le tourisme et l'agriculture extensive (une étude réalisée estimant que « l’installation d’agriculteurs sur de petites parcelles n'est pas viable », de même pour l'exploitation du sable qui reste toutefois du ressort de la Province qui est propriétaire de fait du sol et sous-sol sous-marin et du littoral), tout en imputant l'échec d'un accord sur le plan de la revendication foncière coutumière à un conflit entre deux clans[78]. Quoi qu'il en soit, cette décision est remise en question dès l'arrivée au pouvoir en 2004 de l'Avenir ensemble qui décide de ne pas donner suite aux promesses de vente et de conserver Gouaro Deva dans le domaine provincial.

### Élections du 9 mai 2004
Bientôt approchent le renouvellement des Assemblées de Provinces et du Congrès. Les indépendantistes sont divisés : le FLNKS n'a plus de président et en son sein le Palika appelle à maintenir le dialogue ouvert tandis que l'UC, qui a boycotté la visite de Jacques Chirac sur le territoire en 2003, tient à ce que l'accord de Nouméa soit respecté à la lettre, notamment sur les questions de l'identité Kanak. De nombreux mouvements indépendantistes dissidents existent, dont certains qui envisagent la possibilité que l'indépendance n'ait jamais lieu (notamment la FCCI). Donc ce n'est pas le camp indépendantiste qui peut encore inquiéter Jacques Lafleur, mais bien ses opposants au sein du mouvement anti-indépendantiste. Car tous les dissidents plus ou moins récents se sont réunis au sein d'une liste commune : l'Avenir ensemble, dont les dirigeants sont des anciens caciques du RPCR (Marie-Noëlle Thémereau est tête de liste, suivie d'Harold Martin, Philippe Gomès) mais aussi les membres de l'Alliance, toujours dirigée par Didier Leroux. À cela s'ajoutent des militants syndicaux et des membres de la société civile. Ils dressent un bilan amer du mandat précédent, appellent à un plus grand respect de l'accord de Nouméa, à une politique sociale (inspirée par Marie-Noëlle Thémereau et Philippe Gomès, deux des principaux négociateurs du pacte social en 2000) plus active, à la construction d'un « destin commun » par le consensus et condamnent la « politique purement politicienne ». Leur slogan semble être « Tout sauf Lafleur » et fait de plus en plus d'émules, notamment au sein des jeunes électeurs. Jacques Lafleur fait face en resserrant les rangs : un grand rassemblement est organisé à La Foa (la commune de Philippe Gomès) pour le 27e anniversaire du RPCR le 17 avril 2004. Un chapiteau de 6 000 m2 est installé sur l'hippodrome, tout est préparé pour faire un véritable spectacle à l'américaine ou à la Sarkozy. Et c'est un franc succès selon ses organisateurs : entre 8 000 et 10 000 personnes se déplacent. À la fin de son discours Jacques Lafleur se jette dans un bain de foule et met plus de 45 minutes pour sortir de l'hippodrome. Enfin, pour renforcer ses liens avec le chiraquisme et l'UMP, il rebaptise son parti « Rassemblement-UMP » tout en gardant le sigle RPCR. Il part ainsi une nouvelle fois favori pour les élections du 9 mai et, s'il est pressenti que l'Avenir ensemble va affaiblir la forteresse Lafleur, il ne fait aucun doute pour les observateurs de la vie politique locale et pour les partisans de Lafleur que le Rassemblement va enregistrer une nouvelle victoire. Mais les organisateurs de la campagne font l'erreur d'axer celle-ci uniquement sur la critique de l'Avenir ensemble qui est présenté comme un conglomérat arriviste et opportuniste, alliance « hétéroclite » et « contrefaite » qui n'a qu'un seul but, conquérir le pouvoir pour ensuite mieux se diviser. Ce que les fidèles de Jacques Lafleur appellent les « Trahir ensemble » gagnent néanmoins de plus en plus de voix grâce à l'image de femme intègre de sa tête de liste, à un programme politique annoncé clairement et à l'utilisation de nouveaux outils (comme la diffusion d'un dvd).
Finalement, c'est le « tremblement de terre » politique du 9 mai 2004. Si, sur l'ensemble du territoire et en nombre de voix, le RPCR reste le premier parti néo-calédonien (avec 21 880 voix, suivi de près par l'Avenir ensemble qui en a obtenu 20 328, il est la seule formation représentée dans les trois provinces mais a perdu près de 7 000 suffrages par rapport à 1999), il perd son bastion traditionnel : la Province Sud (17 100 voix pour le Rassemblement, soit 31,18 % des suffrages et 16 sièges sur 40, soit plus de 6 000 votes de moins et 9 sièges perdus par rapport à 1999, arrivant derrière l'Avenir ensemble qui a réuni 18 584 bulletins soit 33,9 % des suffrages et 19 élus, manquant la majorité absolue à deux sièges prêts). C'est un désaveu personnel de Jacques Lafleur qui était une nouvelle fois tête de liste dans le Sud, puisque dans les autres provinces les listes RPCR s'en tirent plutôt bien, ne perdant qu'un siège dans le Nord avec 3 élus et en se maintenant à deux représentants dans les Îles Loyauté. L'Avenir ensemble pour sa part n'a pas présenté de liste dans les Îles et n'a obtenu qu'un siège dans le Nord, ce qui fait que, finalement, le RPCR et le nouveau grand parti calédonien font jeu égal au Congrès avec 16 sièges chacun. Jacques Lafleur, qui reconnaît sa défaite et comme il l'avait promis lors de sa campagne s'il ne gagnait pas nettement les élections dans le Sud, démissionne de ses fonctions d'élus de l'Assemblée de Province et du Congrès et ne conserve que son mandat de député tout en restant président du Rassemblement. Certains ont vu cette décision comme la volonté de ne pas avoir à négocier de lui-même avec le Front national, qui dispose des 5 sièges restant à l'Assemblée de Province et de 4 sièges au Congrès, afin de former une coalition pour conserver la majorité à la Province Sud. Mais finalement le FN décide de s'abstenir lors du vote pour désigner le nouveau président de la Province, ce qui fait que le candidat de l'Avenir ensemble, Philippe Gomès, est élu au troisième tour de scrutin à la majorité restreinte (19 voix contre 16 à Pierre Maresca et 5 abstentions) pour succéder à Jacques Lafleur.
La nouvelle équipe dirigeante accuse alors l'ancien président d'avoir préalablement vidé son bureau et de s'être débarrassé de bon nombre de dossiers, ce que Jacques Lafleur et ses collaborateurs ont toujours démenti. Au Congrès, le même scénario qu'à la Province Sud se renouvelle, alors que le Rassemblement et l'Avenir ensemble ont autant d'élus (16 plus le soutien officiel d'un élu LKS pour l'Avenir ensemble, et 16 plus le soutien officiel de son allié traditionnelle, la FCCI, qui elle aussi a un élu, pour le RPCR). Mais l'UC, qui dispose de 7 élus au Congrès, ainsi que le FN et ses 4 conseillers, apportent leurs voix au candidat de l'Avenir ensemble à la présidence de l'assemblée délibérante néo-calédonienne : Harold Martin est élu ainsi à la majorité absolue (28 voix contre 17 à Jean Lèques et 9 abstentions). Mais une véritable crise institutionnelle se met en place à la suite de l'élection le 9 juin par le Congrès du nouveau gouvernement : sur 11 membres, l'Avenir ensemble obtient 5 postes, le RPCR 3 et le FLNKS 3, dont 2 pour le Palika et 1 pour l'UC. Marie-Noëlle Thémereau est sans surprise élue présidente de cet exécutif, et Déwé Gorodey, du FLNKS - Palika, est reconduite en tant que vice-présidente. Mais, le même jour, les membres Rassemblement décident de démissionner avec leurs suivants de liste, entraînant la chute du gouvernement dans son ensemble. En effet, Pierre Frogier, ancien président de l'exécutif local et tête de la liste RPCR pour l'élection des membres du nouveau gouvernement, estime que le parti de Jacques Lafleur n'a pas fait le plein de ses voix au Congrès et qu'il n'est pas normal qu'il ait deux représentants de moins que l'Avenir ensemble, le mettant à égalité avec les indépendantistes. En fait, l'origine de ce problème revient à un bulletin nul déposé lors du vote par l'une des élues du Rassemblement : Suzie Vigouroux, élue pour la première fois, ayant inscrit sur son bulletin le nom de Pierre Frogier alors qu'il fallait voter pour une liste. Le RPCR parle rapidement d'une manipulation. Après un entretien avec Jacques Lafleur, Suzie Vigouroux déclare avoir reçu des pressions de la part des dirigeants de l'Avenir ensemble. S'ensuit une véritable bataille judiciaire entre les deux partis, le premier attaquant le second pour déni de démocratie et en retour le deuxième attaquant le premier pour diffamation. Finalement, la crise se résout le 25 juin par l'élection d'un nouveau gouvernement où le Rassemblement a pu obtenir le nombre de sièges prévu avec 4 membres, à égalité avec l'Avenir ensemble suivi des 3 indépendantistes, et enfin le 29 juin lorsque les membres issus du RPCR et de l'Avenir ensemble s'accordent pour élire Marie-Noëlle Thémereau présidente.

### Départ forcé hors Rassemblement
Jacques Lafleur, quant à lui, prépare lentement sa succession en laissant Pierre Frogier diriger de fait son parti, position qu'il veut rendre officielle par des élections internes en 2005. Seulement, au dernier moment, Jacques Lafleur fait marche arrière et décide de se représenter à sa propre succession à la tête du Rassemblement contre son dauphin, estimant que ce dernier n'est pas assez ferme dans son opposition à l'Avenir ensemble. Jacques Lafleur perd alors l'essentiel de ses soutiens qui ne comprennent pas ce dernier revirement de situation alors que tout était prêt pour organiser l'« après Lafleur » et que celui-ci avait encore l'occasion de se retirer dans « les honneurs ». Lors du congrès de Rivière-Salée à Nouméa le 2 juillet 2005, Jacques Lafleur est largement battu par Pierre Frogier, ne recueillant que 889 votes des militants (21,42 % des suffrages exprimés et 18 % des inscrits) contre 3 261. L'ancien dirigeant réagit à sa défait en déclarant : « Je n’ai aucune rancœur, je n’ai aucune aigreur, mais ça me fait bizarre d’être mis à la porte ». Le 28 décembre 2005, il confirme sa démission du parti, dénonçant le « congrès braquage » de juillet, « des adhésions et des procurations achetées à l’avance » et une nouvelle équipe dirigeante qu'il juge « inapte », mais nie à ce moment vouloir créer un nouveau parti.
Néanmoins, il fait paraître en janvier 2006 un nouveau journal politique où il critique fortement les décisions de l'Avenir ensemble mais aussi celles de la nouvelle direction du RPCR. Dans ce Bulletin d'Information, qui paraît tous les mois ou tous les deux mois, il s'applique ainsi à faire la distinction entre ce qu'il qualifie de « petit Rassemblement », celui de Pierre Frogier, qu'il considère comme un petit parti électoraliste incapable de s'opposer à l'Avenir ensemble et ne servant qu'à rechercher le soutien de Nicolas Sarkozy en Métropole, et un « grand Rassemblement », incarné par lui et par certains élus qui lui sont restés fidèles (notamment le sénateur Simon Loueckhote). Partant de ce principe, il décide finalement de créer un mouvement qui reprend le nom du RPCR des origines : le Rassemblement pour la Calédonie (RPC). Ce retour sur la scène politique est aidé par le fait que l'Avenir ensemble est confronté à ses premiers gros problèmes depuis son arrivée au pouvoir (incertitude quant à la finalisation du projet de l'usine du Nord, les nombreux rebondissements dans l'affaire de l'usine du Sud, la polémique sur le corps électoral figé ou glissant, les grèves à répétition qui provoquent un sentiment d'insatisfaction de plus en plus fort dans l'opinion publique à l'encontre du principal syndicat de Nouvelle-Calédonie, la très controversée USTKE) et que les nouveaux dirigeants du RPCR n'arrivent pas à présenter une véritable nuance ni avec le Rassemblement du temps de Lafleur ni avec l'Avenir ensemble. Il s'est fait également le chantre, avec Simon Loueckhote, de l'opposition au vote du gel du corps électoral au Parlement. Ce projet ayant été successivement adopté par les députés, par les sénateurs puis par tous les parlementaires réunis en Congrès à Versailles, les deux dirigeants du RPC ont décidé de marquer leur mécontentement en démissionnant de l'UMP et en soutenant le candidat gaulliste orthodoxe Nicolas Dupont-Aignan (qui a été l'un des rares élus métropolitains à s'opposer au gel du corps électoral, notamment au sein de la majorité) pour l'élection présidentielle. En dissidence, Jacques Lafleur se présente une nouvelle fois à sa succession dans la première circonscription lors des législatives de 2007, contre le candidat officiel de l'UMP et du Rassemblement, Gaël Yanno, son ancien suppléant. Il prend sur son « ticket », comme candidate suppléante, l'ancienne championne olympique de cyclisme sur piste Félicia Ballanger, depuis peu installée à Nouméa après avoir épousé un Néo-Calédonien et faisant partie des personnes exclues des scrutins provinciaux par le gel du corps électoral. Il fait essentiellement campagne en mettant en avant son expérience, et se refuse à énoncer des promesses ou à présenter un programme. Il ne recueille que 11,74 % des voix au premier tour et arrive en cinquième position parmi neuf candidats, ne se qualifiant donc pas pour le second tour.
La défaite de Jacques Lafleur en 2007 qui a été précédée de celles de Lucette Michaux-Chevry en Guadeloupe en 2004 et de Gaston Flosse en Polynésie française en 2005 marque la fin d'une époque des proches de Jacques Chirac au pouvoir dans les territoires d'outre-mer français. Après deux années passées en retrait dans son appartement en France métropolitaine et la perte du dernier élu d'importance le soutenant en 2008 (le sénateur Simon Loueckhote décide ainsi de créer son propre parti, le Mouvement de la diversité, dit LMD), il est toutefois une nouvelle fois candidat, comme tête de liste du RPC en Province Sud lors des élections provinciales du 10 mai 2009, tout en annonçant avant le lancement de la campagne : « Je ne brigue aucun mandat malgré mon engagement dans la campagne. J’ai été élu pendant trente-six ans, ça suffit ». Crédité d'à peine 3 % d'intentions de votes par un sondage TNS Sofres réalisé pour les Nouvelles Calédoniennes du 14 au 24 avril, il obtient finalement le jour du scrutin 7,1 % des suffrages exprimés et deux sièges sur les 40 de l'Assemblée de la Province Sud et deux également sur les 54 du Congrès. Bien que ce résultat soit plus important que prévu et crée la surprise parmi les analystes de la vie politique locale,, Jacques Lafleur déclare quant à lui n'être « pas content du tout du résultat » et que l'électorat avait alors estimé que son « action appartenait au passé ». Le 15 mai suivant, doyen d'âge de la nouvelle assemblée, il préside la première séance chargée d'élire le président et les vice-présidents : candidat pour retrouver le perchoir et ne participant pas à l'alliance des trois principales forces anti-indépendantistes (appelé « pacte de stabilité » par Harold Martin et l'Avenir ensemble-LMD qui l'avaient appelée de leurs vœux avant même l'élection, « Rassemblement républicain » par le Rassemblement-UMP de Pierre Frogier qui a lancé, en tant que parti arrivé en tête, l'initiative des négociations et « plate-forme commune » par Calédonie ensemble de Philippe Gomès) pour le partage des institutions. Il n'obtient ainsi que sa propre voix et celle de sa colistière, contre 34 à Pierre Frogier qui est élu au premier tour et les 4 votes FLNKS pour Rock Wamytan. Pour l'élection des vice-présidents, le RPC ne soutient que Philippe Michel (Calédonie ensemble) à la seconde vice-présidence (qui est donc, avec 36 voix sur 40, le mieux élu du nouvel exécutif provincial) et vote blanc ou nul pour les deux autres (Éric Gay et Sonia Lagarde). La semaine suivante, lors de la séance d'installation du Congrès (de laquelle il est absent, donnant procuration de vote à sa colistière Nathalie Brizard), il apporte toutefois sa voix à Harold Martin qui accède ainsi à la présidence de l'institution en faisant le plein des suffrages anti-indépendantistes, tandis que le RPC participe à la liste commune loyaliste pour l'élection des vice-présidents en la personne de Nathalie Brizard qui devient la 8e et dernière vice-présidente.
Il se montre pour autant discret par la suite, limitant ses prises de position publiques. Il sort toutefois de son silence en février 2010 pour dénoncer la proposition de Pierre Frogier d'associer le drapeau tricolore au drapeau Kanaky pour en faire conjointement les drapeaux officiels de Nouvelle-Calédonie, déclarant que cette idée « ne peut que diviser » et que « la Nouvelle-Calédonie a un drapeau, celui de la République française ». Il démissionne de ses deux derniers mandats, à l'Assemblée de la Province Sud et au Congrès le 7 avril 2010. Il avait notamment indiqué la semaine précédente, pour justifier son intention de se retirer : « Je suis seul et je ne peux rien faire seul [...] je crains qu’à force d’égoïsme, on se dirige à nouveau vers les troubles. Et moi, je suis trop vieux, je ne veux plus faire ce que j’ai fait pendant des années, c’est-à-dire mettre fin à la guerre civile ».
De plus en plus en retrait de la scène politique locale, il reçoit dans le même temps plusieurs distinctions pour son action politique passée et tout particulièrement pour la préparation de la signature des accords de Matignon et de Nouméa. Le 23 septembre 2009, il reçoit des mains du Haut-commissaire de la République en Nouvelle-Calédonie Yves Dassonville les insignes de chevalier de la Légion d'honneur. Le 18 novembre 2010, il reçoit, conjointement avec Jean-Marie Tjibaou (pour sa part à titre posthume), la « Colombe de la Paix », prix décerné chaque année depuis 2008 par l'Allemagne soutenue par l'UNESCO.

## Mort et hommages

Affiche commémorant le anniversaire de la poignée de main de 1988 entre Jacques Lafleur et Jean-Marie Tjibaou, sur la façade de l'Hôtel de la Province Sud à Nouméa en 2013.

Quelques semaines plus tard, Jacques Lafleur meurt alors qu'il séjournait sur la Gold Coast, dans l'État du Queensland en Australie, le 4 décembre 2010. Une chapelle ardente avec veillée mortuaire est organisée le 9 décembre dans le hall de l'ancien hôtel Château-Royal, toujours propriété de la famille Lafleur, dans le quartier de l'Anse Vata à Nouméa, en présence de personnalités locales (les présidents des différentes institutions comme Philippe Gomès, Harold Martin, Pierre Frogier, une délégation du FLNKS emmenée par Rock Wamytan et Charles Pidjot ou encore la veuve de Jean-Marie Tjibaou, Marie-Claude) ou nationales (la ministre de l'Outre-mer Marie-Luce Penchard ou le député UMP de Maine-et-Loire Marc Laffineur, 1er vice-président de l'Assemblée nationale). Une chapelle ardente, avec l'ouverture d'un livre d'or, a également été organisée à la Maison de la Nouvelle-Calédonie à Paris, tandis qu'une minute de silence a été observée à l'Assemblée nationale lors de la séance des questions au gouvernement du 7 décembre. Les obsèques ont lieu le 10 décembre au cimetière du Quatrième Kilomètre à Nouméa, et sont retransmises par la chaîne locale Nouvelle-Calédonie 1re.
Une stèle commémorative en son honneur a été inaugurée le 7 mai 2011 à l'entrée de la propriété Lafleur à Ouaco, sur le territoire de Voh, à l'initiative de deux figures anti-indépendantistes de la Province Nord et de cette commune : France Debien (élu provincial et du Congrès de 1999 à 2009, tête de liste du RPCR dans le Nord en 1999 et 2004 et numéro deux de celle du Rassemblement-UMP en 2009) et Éric Babin (élu provincial et du Congrès sous les couleurs du RPCR de 1995 à 1999, puis tête de liste de l'Avenir ensemble dans le Nord en 2004 et 2009 et membre du gouvernement de la Nouvelle-Calédonie entre 2004 et 2009).
En juin 2022, une statue représentant la célèbre poignée de main entre Jean-Marie Tjibaou et Jacques Lafleur est inaugurée place de la Paix (Nouméa).

## Poids économique
À l'origine, Jacques Lafleur a hérité la fortune de son père et de ses mines autour de Ouaco dans le nord de la Grande Terre. En 1990, il a revendu la Société minière du Sud Pacifique (SMSP), société d'exploitation, qui depuis peu est associée au groupe canadien Falconbridge, à la Société financière de la Province Nord (Sofinor) afin de faciliter le rééquilibrage économique, d'intégrer les Kanaks dans le secteur minier et pour construire l'usine du Nord. Mais il a fait fructifier sa fortune en l'investissant dans divers domaines et en créant un groupe familial, présent dans l'immobilier, la brasserie, l'édition de magazines locaux, les matériels de bureau ou encore les produits d’entretien, et dirigé aujourd'hui par ses enfants Pascal et Isabelle Lafleur. Ses opposants l'ont souvent accusé d'utiliser ses fonctions politiques pour favoriser ses activités financières ou celles de ses proches.

## Détail des mandats
- 1972 : membre de l'Assemblée territoriale de Nouvelle-Calédonie
- 1972 - 1977 : membre du Conseil de gouvernement de Nouvelle-Calédonie
- 3 avril 1978 - 18 juin 2007 : député
- 1979 : membre de l'Assemblée territoriale de Nouvelle-Calédonie
- 7 mars 1983 - 3 juin 1997 : Conseiller municipal de Nouméa (Nouvelle-Calédonie)
- 28 novembre 1984 - 29 septembre 1985 : membre de l'Assemblée territoriale de Nouvelle-Calédonie
- 24 avril 1988 - 11 juin 1989 : président du Conseil de la Région Sud, de ce fait membre du Conseil exécutif de la Nouvelle-Calédonie
- 16 juin 1989 - 9 mai 1999 : président de l'Assemblée de la Province Sud, de ce fait membre du Conseil consultatif du Haut-commissaire et membre du Congrès du Territoire de Nouvelle-Calédonie
- 14 mai 1999 - 9 mai 2004 : président de l'Assemblée de la Province Sud et membre du Congrès de la Nouvelle-Calédonie
- Candidat aux élections législatives de 2007, il est battu dès le premier tour en n'obtenant que 11,74 % des suffrages et la cinquième position. Au second tour c'est Gaël Yanno, son ancien suppléant et candidat officiel du Rassemblement-UMP et de l'UMP, qui est élu.
- 10 mai 2009 - 7 avril 2010 : élu de l'Assemblée de la Province Sud et du Congrès de la Nouvelle-Calédonie

### Ouvrages de Jacques Lafleur
- Lafleur, Jacques, L'Assiégé : 25 ans de Vie politique, ed. Plon, Paris, 2000 : Autobiographie.  (ISBN 2-259-19336-6)
- Lafleur, Jacques, Ce que je crois, Impr. réunies de Nouméa, 2002, 32 p.

### Ouvrages sur Jacques Lafleur
- Kotra, Wallès, Conversations calédoniennes : Rencontre avec Jacques Lafleur, éd. Au Vent des Îles, Papeete, 2009 : Entretiens entre Jacques Lafleur et le journaliste kanak et directeur délégué de France Ô Wallès Kotra.  (ISBN 2-915-65458-1)